# زیبای سیاه (فیلم ۱۹۴۶)
«زیبای سیاه» (انگلیسی: Black Beauty (1946 film)) فیلمی در ژانر درام و ماجرایی به کارگردانی مکس نوسک است که در سال ۱۹۴۶ منتشر شد. از بازیگران آن می‌توان به مونا فریمن و ریچارد دنینگ اشاره کرد.